# Präattentive Wahrnehmung
Präattentive Wahrnehmung (aus lat. prä: vor und attentio: Aufmerksamkeit) ist eine vorbewusste, unterschwellige Wahrnehmung von Sinnesreizen. Sie bezeichnet das Phänomen, dass ein Reiz zwar vom Nervensystem einer Person wahrgenommen wird und einen Effekt auslöst, jedoch nicht ins Bewusstsein dringt.
Dies ist der Regelfall in der alltäglichen Wahrnehmung. Ständig strömt ein Strom von Reizen auf den Organismus ein, der stark gefiltert wird. Nur potentiell relevante Reize dringen ins Bewusstsein. Der große Rest wird lediglich auf vorbewusster Ebene im Gehirn analysiert.
Experimentell ist dies mit einigen Hilfsmitteln nachzuweisen. Bei der visuellen Wahrnehmung kommt hier ein Tachistoskop zum Einsatz. Wenn ein visueller Reiz so präsentiert wird, dass ein deutliches Abbild auf der Netzhaut entsteht, kann er bei bestimmten Darbietungsdauern durch einen gleich nachfolgenden Reiz (sogenannte Maske) verdrängt werden. Hierbei wird jedoch nur die bewusste Wahrnehmung des ersten Reizes verdrängt, nicht die physikalische Wahrnehmung. Daher kann der erste Reiz auf niedrigen Verarbeitungsstufen einen Effekt haben (z. B. auf die motorische Reaktion oder das Empfinden). Das funktioniert jedoch nur für sehr einfache (Symbole) oder sehr deutliche Reize (z. B. Spinnenbilder) und nicht, wie in den Medien früher behauptet, für die Darbietung von Firmenlogos zwischen den Bildern im Fernsehen.
Präattentive Verarbeitung von Reizen konnte auch für akustische und mechanische Reize auf der Haut und im Darm gezeigt werden.